# Liste der Abgeordneten zum Kärntner Landtag (28. Gesetzgebungsperiode)
- SPÖ: 12
- ÖVP: 8
- FPÖ: 16

Diese Liste der Abgeordneten zum Kärntner Landtag (28. Gesetzgebungsperiode) listet alle Abgeordneten zum Kärntner Landtag in der 28. Gesetzgebungsperiode auf. Die Gesetzgebungsperiode dauerte von der konstituierenden Sitzung des Landtags am 8. April 1999 bis zur Angelobung des nachfolgenden Landtags 2004.
Nach der Landtagswahl 1999 entfielen von den 36 Mandaten 16 Mandate auf die Freiheitliche Partei Österreichs (FPÖ), die mit einem Zugewinn von drei Mandaten erstmals zur stimmen- und mandatsstärksten Partei geworden war. Die Sozialistische Partei Österreichs (SPÖ), die 12 Mandate erzielte, verlor zwei Mandate an die FPÖ, die Österreichische Volkspartei (ÖVP) verzeichnete mit 8 Mandaten den Verlust eines Mandats.
Der Landtag wählte am 8. April 1999 die Landesregierung Haider II und machte damit Jörg Haider zum zweiten Mal nach 1989 zum Landeshauptmann. Zudem wurden in der Eröffnungssitzung Kurt Scheuch (FPÖ), Christof Neuner (FPÖ), Harald Repar (SPÖ), Melitta Trunk (SPÖ) und Franz Gruber (ÖVP) zu Mitgliedern des Bundesrats gewählt.

## Funktionen

### Landtagspräsidenten
Bei der Wahl des Landtagspräsidenten in der Eröffnungssitzung am 8. April 1999 wurde Jörg Freunschlag mit 17 von 36 Stimmen zum Ersten Landtagspräsidenten gewählt, wobei 19 Stimmen ungültig waren. Hans Ferlitsch (SPÖ) wurde in das Amt des Zweiten Landtagspräsidenten gewählt, wobei er 16 gültige Stimmen auf sich vereinigen konnte und die übrigen ungültig blieben. Elisabeth Sickl (FPÖ) wurde bei 21 ungültigen Stimmen von 15 Mandataren des Landtags zur Dritten Landtagspräsidentin gewählt.

### Klubobleute
In der FPÖ übernahm Martin Strunz die Funktion des Klubobmanns, als sein Stellvertreter fungierte Gerhard Stangl. In der SPÖ hatte das Amt des Klubobmanns der Abgeordnete Dietfried Haller inne, Klubobmann-Stellvertreter war Dietmar Koncilia. Bei der ÖVP übernahm Klaus Wutte  das Amt des Klubobmanns, sein Stellvertreter war Ferdinand Sablatnig.

### Landtagsabgeordnete
| Name                  | Fraktion | Anmerkungen                                                                |
| --------------------- | -------- | -------------------------------------------------------------------------- |
| Arbeiter Gebhard      | SPÖ      |                                                                            |
| Baumann Franz         | FPÖ      |                                                                            |
| Cernic Nicole         | SPÖ      |                                                                            |
| Eberhard August       | ÖVP      |                                                                            |
| Ferlitsch Johann      | SPÖ      |                                                                            |
| Freunschlag Jörg      | FPÖ      |                                                                            |
| Gallo Johann A.       | FPÖ      |                                                                            |
| Grilc Raimund         | ÖVP      |                                                                            |
| Gritsch Bernhard      | FPÖ      |                                                                            |
| Haller Dietfried      | SPÖ      |                                                                            |
| Hinterleitner Helmut  | ÖVP      |                                                                            |
| Jost Siegfried        | FPÖ      |                                                                            |
| Kollmann Alfred       | SPÖ      |                                                                            |
| Koncilia Dietmar      | SPÖ      | Am 8. April 1999 für ein Regierungsmitglied nachgerückt                    |
| Kreutzer Dietlinde    | FPÖ      |                                                                            |
| Lobnig Josef          | FPÖ      |                                                                            |
| Lutschounig Robert    | ÖVP      |                                                                            |
| Matzan Michael        | SPÖ      |                                                                            |
| Mitterer Peter        | FPÖ      |                                                                            |
| Ragger Christian      | FPÖ      |                                                                            |
| Ramsbacher Johann     | ÖVP      |                                                                            |
| Rohr Reinhart         | SPÖ      |                                                                            |
| Sablatnig Ferdinand   | ÖVP      |                                                                            |
| Scheider Christian    | FPÖ      |                                                                            |
| Schiller Herbert      | SPÖ      | Niederlegung des Mandats am 8. April 1999 nach Wahl in die Landesregierung |
| Schlagholz Hans-Peter | SPÖ      |                                                                            |
| Schober Rudolf        | SPÖ      |                                                                            |
| Schwager Franz        | FPÖ      |                                                                            |
| Sickl Elisabeth       | FPÖ      |                                                                            |
| Stangl Gerhard        | FPÖ      |                                                                            |
| Steinkellner Sigrid   | FPÖ      |                                                                            |
| Strutz Martin         | FPÖ      |                                                                            |
| Unterrieder Adam      | SPÖ      | Niederlegung des Mandats am 8. April 1999 nach Wahl in die Landesregierung |
| Warmuth Wilma         | FPÖ      |                                                                            |
| Wissounig Dietger     | SPÖ      | Am 8. April 1999 für ein Regierungsmitglied nachgerückt                    |
| Wulz Anita            | SPÖ      |                                                                            |
| Wutte Klaus           | ÖVP      |                                                                            |
| Zernatto Christof     | ÖVP      |                                                                            |

## Ausschüsse
Nach einem Vorschlag der FPÖ- und ÖVP-Abgeordneten wurden am 8. April 1999 zehn Ausschüsse gebildet. Dies waren der „Ausschuss für Rechts-, Verfassungs-, Volksgruppen und Immunitätsangelegenheiten“, der „Bildungs-, Kultur-, Jugend- und Sportausschuss“, der „Ausschuss für Gemeinde und ländlicher Raum“, der „Ausschuß für Bauwesen und Verkehr“, der „Finanz-, Wirtschafts-, Tourismus- und Technologieausschuss“, der „Ausschuss für Familie, Soziales und Gesundheit“, der „Ausschuss für Europa- und Föderalismusfragen“, der „Ausschuss für Umwelt und Energie“, der „Kontrollausschuss“ und der „Unvereinbarkeitsausschuss“. Von den zehn Obleuten der Ausschüsse gingen fünf an die FPÖ, drei an die SPÖ und zwei an die ÖVP, wobei dies ebenso mit einer FPÖ/ÖVP-Mehrheit beschlossen worden war. Die Anzahl der Mitglieder pro Ausschuss betrug neun Personen.